# Ситки (Псковська область)
Ситки (рос. Ситки) — присілок в Питаловському районі Псковської області Російської Федерації.
Населення становить 0 осіб. Входить до складу муніципального утворення Линовська волость.

## Історія
Від 2015 року входить до складу муніципального утворення Линовська волость.

## Населення
| 2001 | 2002 | 2010 |
| ---- | ---- | ---- |
| 5    | ↗6   | ↘0   |